# Hynerpeton
Hynerpeton („chodící tvor z Hyneru“) byl rod masožravého tetrapoda, který žil v období pozdního devonu před zhruba 365 miliony let, čímž je řazen mezi první suchozemské obratlovce vůbec (například s rodem Ichthyostega). Ramenní kost hynerpetona byla poprvé objevena v roce 1993 poblíž řeky Hyner ve státě Pensylvánie. Vypovídá o robustní stavbě ramena zvířete. Několik dalších kostí bylo později nalezeno v Red Hill, taktéž v Pensylvánii.

## V populární kultuře
Hynerpeton se objevuje v první epizodě trikového fiktivně-dokumentárního seriálu z produkce společnosti Impossible Pictures pro televizní stanici BBC Putování s příšerami. Je zde zobrazen vedle dravé ryby hynérie a žraloka rodu Stethacanthus.